# درازبي
درازبي (بالفارسية: درازپی) هي قرية تقع في قسم زرق‌آباد الريفي (مقاطعة إسفراين) في إيران. يقدر عدد سكانها بـ 95 نسمة بحسب إحصاء 2016.